# French Open 2006
Die 105. French Open fanden vom 28. Mai bis zum 11. Juni 2006 in Paris im Stade Roland Garros statt.
Titelverteidiger im Einzel waren Rafael Nadal bei den Herren sowie Justine Henin bei den Damen. Im Herrendoppel waren Jonas Björkman und Maks Mirny, im Damendoppel Virginia Ruano Pascual und Paola Suárez die Titelverteidiger. Daniela Hantuchová und Fabrice Santoro waren die Titelverteidiger im Mixed.
Zum ersten Mal in der Geschichte der seit 1891 ausgetragenen French Open fand das Eröffnungsspiel an einem Sonntag statt.
Im Herreneinzel gewann Rafael Nadal und im Dameneinzel Justin Henin-Hardenne, welche während des Turniers keinen Satz abgab, zum zweiten Mal in Folge. Im Herrendoppel siegten Jonas Björkman und Maks Mirny ebenfalls zum zweiten Mal in Folge, im Damendoppel Lisa Raymond und Samantha Stosur. Den Titel im Mixed gewannen Katarina Srebotnik und Nenad Zimonjić.

## Herreneinzel

### Setzliste
| Nr. | Spieler           | Erreichte Runde |
| --- | ----------------- | --------------- |
| 01. | Roger Federer     | Finale          |
| 02. | Rafael Nadal      | Sieg            |
| 03. | David Nalbandian  | Halbfinale      |
| 04. | Ivan Ljubičić     | Halbfinale      |
| 05. | Andy Roddick      | 1. Runde        |
| 06. | Nikolai Dawydenko | Viertelfinale   |
| 07. | Tommy Robredo     | Achtelfinale    |
| 08. | James Blake       | 3. Runde        |
| 09. | Fernando González | 2. Runde        |
| 10. | Gastón Gaudio     | Achtelfinale    |
| 11. | Radek Štěpánek    | 3. Runde        |
| 12. | Mario Ančić       | Viertelfinale   |
| 13. | Nicolas Kiefer    | 3. Runde        |
| 14. | Lleyton Hewitt    | Achtelfinale    |
| 15. | David Ferrer      | 3. Runde        |
| 16. | Jarkko Nieminen   | 1. Runde        |

| Nr. | Spieler             | Erreichte Runde |
| --- | ------------------- | --------------- |
| 17. | Robby Ginepri       | 1. Runde        |
| 18. | Thomas Johansson    | 1. Runde        |
| 19. | Marcos Baghdatis    | 2. Runde        |
| 20. | Tomáš Berdych       | Achtelfinale    |
| 21. | Sébastien Grosjean  | 2. Runde        |
| 22. | Dominik Hrbatý      | 3. Runde        |
| 23. | Tommy Haas          | 3. Runde        |
| 24. | Juan Carlos Ferrero | 3. Runde        |
| 25. | Gaël Monfils        | Achtelfinale    |
| 26. | José Acasuso        | 2. Runde        |
| 27. | Olivier Rochus      | 3. Runde        |
| 28. | Fernando Verdasco   | 2. Runde        |
| 29. | Paul-Henri Mathieu  | 3. Runde        |
| 30. | Carlos Moyá         | 3. Runde        |
| 31. | Dmitri Tursunow     | 3. Runde        |
| 32. | Nicolás Massú       | 3. Runde        |

## Dameneinzel

### Setzliste
| Nr. | Spielerin              | Erreichte Runde |
| --- | ---------------------- | --------------- |
| 01. | Amélie Mauresmo        | Achtelfinale    |
| 02. | Kim Clijsters          | Halbfinale      |
| 03. | Nadja Petrowa          | 1. Runde        |
| 04. | Marija Scharapowa      | Achtelfinale    |
| 05. | Justine Henin-Hardenne | Sieg            |
| 06. | Jelena Dementjewa      | 3. Runde        |
| 07. | Patty Schnyder         | Achtelfinale    |
| 08. | Swetlana Kusnezowa     | Finale          |
| 09. | Francesca Schiavone    | Achtelfinale    |
| 10. | Anastassija Myskina    | Achtelfinale    |
| 11. | Venus Williams         | Viertelfinale   |
| 12. | Martina Hingis         | Viertelfinale   |
| 13. | Anna-Lena Grönefeld    | Viertelfinale   |
| 14. | Dinara Safina          | Viertelfinale   |
| 15. | Daniela Hantuchová     | Achtelfinale    |
| 16. | Nicole Vaidišová       | Halbfinale      |

| Nr. | Spielerin               | Erreichte Runde |
| --- | ----------------------- | --------------- |
| 17. | Flavia Pennetta         | 3. Runde        |
| 18. | Jelena Lichowzewa       | 1. Runde        |
| 19. | Ana Ivanović            | 3. Runde        |
| 20. | Marija Kirilenko        | 3. Runde        |
| 21. | Nathalie Dechy          | 3. Runde        |
| 22. | Ai Sugiyama             | 2. Runde        |
| 23. | Tatiana Golovin         | 1. Runde        |
| 24. | Katarina Srebotnik      | 3. Runde        |
| 25. | Marion Bartoli          | 2. Runde        |
| 26. | Anabel Medina Garrigues | 3. Runde        |
| 27. | Anna Tschakwetadse      | 2. Runde        |
| 28. | Lucie Šafářová          | 1. Runde        |
| 29. | Sofia Arvidsson         | 2. Runde        |
| 30. | Klára Koukalová         | 1. Runde        |
| 31. | Shahar Peer             | Achtelfinale    |
| 32. | Gisela Dulko            | Achtelfinale    |

## Herrendoppel

### Setzliste
| Nr. | Paarung                        | Erreichte Runde |
| --- | ------------------------------ | --------------- |
| 01. | Bob Bryan Mike Bryan           | Finale          |
| 02. | Jonas Björkman Maks Mirny      | Sieg            |
| 03. | Mark Knowles Daniel Nestor     | 2. Runde        |
| 04. | Paul Hanley Kevin Ullyett      | 2. Runde        |
| 05. | Jonathan Erlich Andy Ram       | 2. Runde        |
| 06. | Fabrice Santoro Nenad Zimonjić | 1. Runde        |
| 07. | Martin Damm Leander Paes       | 1. Runde        |
| 08. | Simon Aspelin Todd Perry       | 2. Runde        |

| Nr. | Paarung                              | Erreichte Runde |
| --- | ------------------------------------ | --------------- |
| 09. | Mariusz Fyrstenberg Marcin Matkowski | 2. Runde        |
| 10. | František Čermák Leoš Friedl         | 2. Runde        |
| 11. | Julian Knowle Jürgen Melzer          | Achtelfinale    |
| 12. | José Acasuso Sebastián Prieto        | 2. Runde        |
| 13. | Lukáš Dlouhý Pavel Vízner            | Halbfinale      |
| 14. | Michaël Llodra Olivier Rochus        | Achtelfinale    |
| 15. | Andrei Pavel Alexander Waske         | Halbfinale      |
| 16. | Thomas Johansson Wesley Moodie       | 2. Runde        |

## Damendoppel

### Setzliste
| Nr. | Paarung                                 | Erreichte Runde |
| --- | --------------------------------------- | --------------- |
| 01. | Lisa Raymond Samantha Stosur            | Sieg            |
| 02. | Cara Black Rennae Stubbs                | Viertelfinale   |
| 03. | Anna-Lena Grönefeld Meghann Shaughnessy | 2. Runde        |
| 04. | Yan Zi Zheng Jie                        | Halbfinale      |
| 05. | Daniela Hantuchová Ai Sugiyama          | Finale          |
| 06. | Shinobu Asagoe Katarina Srebotnik       | 1. Runde        |
| 07. | Liezel Huber Martina Navratilova        | 2. Runde        |
| 08. | Virginia Ruano Pascual Paola Suárez     | 2. Runde        |

| Nr. | Paarung                                  | Erreichte Runde |
| --- | ---------------------------------------- | --------------- |
| 09. | Jelena Dementjewa Flavia Pennetta        | 2. Runde        |
| 10. | Květa Peschke Francesca Schiavone        | Viertelfinale   |
| 11. | Gisela Dulko Marija Kirilenko            | Achtelfinale    |
| 12. | Émilie Loit Nicole Pratt                 | 1. Runde        |
| 13. | Jelena Lichowzewa Anastassija Myskina    | Achtelfinale    |
| 14. | Li Ting Sun Tiantian                     | 2. Runde        |
| 15. | Eleni Daniilidou Anabel Medina Garrigues | Halbfinale      |
| 16. | Dinara Safina Roberta Vinci              | Achtelfinale    |

## Mixed

### Setzliste
| Nr. | Paarung                        | Erreichte Runde |
| --- | ------------------------------ | --------------- |
| 01. | Jonas Björkman Lisa Raymond    | 1. Runde        |
| 02. | Kevin Ullyett Cara Black       | 1. Runde        |
| 03. | Mike Bryan Meghann Shaughnessy | 1. Runde        |
| 04. | Maks Mirny Zheng Jie           | Achtelfinale    |

| Nr. | Paarung                           | Erreichte Runde |
| --- | --------------------------------- | --------------- |
| 05. | Todd Perry Rennae Stubbs          | Viertelfinale   |
| 06. | Bob Bryan Martina Navratilova     | Halbfinale      |
| 07. | Daniel Nestor Jelena Lichowzewa   | Finale          |
| 08. | Nenad Zimonjić Katarina Srebotnik | Sieg            |

## Junioren

### Junioreneinzel
Den Titel bei den Junioren gewann der Slowake Martin Kližan, der sich im Finale in zwei Sätzen mit 6:3 und 6:1 gegen Philip Bester (Kanada) durchsetzen konnte.

### Juniorinneneinzel
Setzliste
| Nr. | Spielerin                    | Erreichte Runde |
| --- | ---------------------------- | --------------- |
| 01. | Anastassija Pawljutschenkowa | Finale          |
| 02. | Agnieszka Radwańska          | Sieg            |
| 03. | Chan Yung-jan                | Halbfinale      |
| 04. | Timea Bacsinszky             | 1. Runde        |
| 05. | Caroline Wozniacki           | Achtelfinale    |
| 06. | Ayumi Morita                 | 1. Runde        |
| 07. | Alissa Kleibanowa            | 1. Runde        |
| 08. | Raluca Olaru                 | 1. Runde        |

| Nr. | Spielerin            | Erreichte Runde |
| --- | -------------------- | --------------- |
| 09. | Mihaela Buzărnescu   | Achtelfinale    |
| 10. | Alizé Cornet         | Viertelfinale   |
| 11. | Sorana Cîrstea       | Achtelfinale    |
| 12. | Julia Cohen          | 2. Runde        |
| 13. | Youlia Fedossova     | Viertelfinale   |
| 14. | Kristina Antoniychuk | Achtelfinale    |
| 15. | Kristína Kučová      | 2. Runde        |
| 16. | Teliana Pereira      | Achtelfinale    |

### Juniorinnendoppel
Setzliste
| Nr. | Paarung                                     | Erreichte Runde |
| --- | ------------------------------------------- | --------------- |
| 01. | Agnieszka Radwańska Caroline Wozniacki      | Finale          |
| 02. | Chan Yung-jan Ayumi Morita                  | Viertelfinale   |
| 03. | Sharon Fichman Anastassija Pawljutschenkowa | Sieg            |
| 04. | Julia Cohen Sacha Jones                     | Achtelfinale    |

| Nr. | Paarung                               | Erreichte Runde |
| --- | ------------------------------------- | --------------- |
| 05. | Mihaela Buzărnescu Alexandra Dulgheru | Halbfinale      |
| 06. | Teliana Pereira Kateřina Vaňková      | 1. Runde        |
| 07. | Raluca Olaru Amina Rakhim             | Viertelfinale   |
| 08. | Sorana Cîrstea Alexandra Panowa       | Halbfinale      |